# Sibagat
Sibagat è una municipalità di terza classe delle Filippine, situata nella Provincia di Agusan del Sur, nella Regione di Caraga.
Sibagat è formata da 24 baranggay:
- Afga
- Anahawan
- Banagbanag
- Del Rosario
- El Rio
- Ilihan
- Kauswagan
- Kioya
- Kolambugan
- Magkalape
- Magsaysay
- Mahayahay

- New Tubigon
- Padiay
- Perez
- Poblacion
- San Isidro
- San Vicente
- Santa Cruz
- Santa Maria
- Sinai
- Tabon-tabon
- Tag-uyango
- Villangit